# Ditassa subumbellata
Ditassa subumbellata är en oleanderväxtart som beskrevs av Gustaf Oskar Andersson Malme. Ditassa subumbellata ingår i släktet Ditassa och familjen oleanderväxter. Inga underarter finns listade i Catalogue of Life.